# Sport Club Corinthians São Vicente
O SC Corinthians São Vicente é um clube multiesportes da ilha do São Vicente de Cabo Verde.  Atualmente o clube disputa apenas campeonatos de base, mas é reconhecido no país pelo trabalho social que vem realizando. O clube já foi campeão cabo-verdiano de juniores, além de possuir vários títulos em São Vicente, sendo tetracampeão de juniores, campeão sub-20 e tricampeão na categoria principal.